# Andrea Blackett
Pour les articles homonymes, voir Blackett.
Andrea Melissa Blackett (née le 24 janvier 1976 à Bromley) est une athlète barbadienne spécialiste du 400 mètres haies, et dans une moindre mesure du 100 mètres haies.

## Biographie
En 1997, Andrea Blackett se révèle en se classant à la deuxième place du 400 mètres haies des championnats NCAA américains en 54 s 78, record national, avant de remporter les Championnats d'Amérique centrale et des Caraïbes qui se déroulent à San Juan. Le lendemain, elle bat le record du 100 mètres haies en 13 s 44, synonyme de médaille de bronze. La même année elle parvient à se qualifier pour la finale des championnats du monde d'athlétisme à Athènes, grâce à un temps de 54 s 74 réalisé en demi-finale, où elle améliore son record de 4 centièmes. 
L'année suivante, elle abaisse de 2 centièmes son record national du 100 m haies, en 13 s 42 au mois de mai à Houston. Elle améliore à plusieurs reprises la meilleure marque nationale du 400 m haies. Le 8 août, à Monaco, elle passe sous la barre des 54 secondes, avec 53 s 74. Elle finit deuxième à Maracaibo, derrière la Jamaïcaine Deon Hemmings, à l'occasion des Jeux d'Amérique centrale et des Caraïbes. Sélectionnée pour la Coupe du monde dans l'équipe des Amériques, elle participe à la deuxième place au relais 4 × 400 m. Elle clôt sa saison 1998 en remportant les Jeux du Commonwealth, avec un nouveau chrono sous les 54 secondes. 
En 1999, elle réalise une saison de haut niveau, descendant quatre fois en dessous des 54 secondes, mais sans remporter de titre. Elle finit deuxième des Jeux panaméricains à Winnipeg, derrière la Cubaine Daimí Pernía, et troisième du relais 4 × 400 m, en compagnie de Joanne Durant, Melissa Straker et Tanya Oxley. Lors de la Finale du Grand Prix IAAF elle s'incline devant Hemmings. Aux championnats du monde à Séville, elle échoue au pied du podium, composé de Daimí Pernía, de la Marocaine Nezha Bidouane et de Deon Hemmings. En 53 s 36, elle réalise pourtant la meilleure performance de sa carrière, avec le meilleur temps jamais réalisé par une athlète finissant quatrième.
S'ensuivent trois années difficiles sur le plan physique, avec notamment une blessure à la cuisse, et la varicelle contractée à Sydney, qui deux ans plus tard évolue en zona, . Andrea Blackett revient au premier plan en 2003, en remportant la médaille de bronze des championnats d'Amérique centrale et des Caraïbes, puis des Jeux panaméricains. Elle termine 6e à Saint-Denis. Pendant les semaines qui suivent les championnats du monde, elle est à son meilleur niveau, battant son record national du 100 m haies lors du meeting de Naimette-Xhovémont, puis réalisant 53 s 71 à Rovereto en battant de 8 centièmes la vice-championne du monde Sandra Glover. Cette dernière prend sa revanche lors de la Finale mondiale de l'athlétisme 2003 à Monaco.
En 2005 elle se qualifie pour la quatrième et dernière fois en finale des championnats du monde (6e comme en 2003). En 2008, elle se retire de la compétition et devient assistant coach pour l'athlétisme à l'Université Rice.

### Palmarès
| Date | Compétition                                      | Lieu           | Résultat    | Épreuve     | Performance      |
| ---- | ------------------------------------------------ | -------------- | ----------- | ----------- | ---------------- |
| 1997 | Championnats d'Amérique centrale et des Caraïbes | San Juan       | 1re         | 400 m haies | 55 s 64          |
| 1997 | Championnats d'Amérique centrale et des Caraïbes | San Juan       | 3e          | 100 m haies | 13 s 44 RN       |
| 1997 | Championnats du monde                            | Athènes        | 8e          | 400 m haies | 55 s 63          |
| 1998 | Jeux d'Amérique centrale et des Caraïbes         | Maracaibo      | 2e          | 400 m haies | 54 s 61          |
| 1998 | Jeux d'Amérique centrale et des Caraïbes         | Maracaibo      | 3e          | 4 × 400 m   | 3 min 31 s 91    |
| 1998 | Jeux du Commonwealth                             | Kuala Lumpur   | 1re         | 400 m haies | 53 s 91          |
| 1999 | Championnats d'Amérique centrale et des Caraïbes | Bridgetown     | 1re         | 400 m haies | 56 s 87          |
| 1999 | Jeux panaméricains                               | Winnipeg       | 2e          | 400 m haies | 53 s 98          |
| 1999 | Jeux panaméricains                               | Winnipeg       | 3e          | 4 × 400 m   | 3 min 30 s 72 RN |
| 1999 | Championnats du monde                            | Séville        | 4e          | 400 m haies | 53 s 36 RN       |
| 2000 | Jeux olympiques                                  | Sydney         | demi-finale | 400 m haies | 55 s 30          |
| 2001 | Championnats du monde                            | Edmonton       | série       | 400 m haies | 57 s 10          |
| 2003 | Championnats d'Amérique centrale et des Caraïbes | Saint-Georges  | 3e          | 400 m haies | 56 s 12          |
| 2003 | Jeux panaméricains                               | Saint-Domingue | 3e          | 400 m haies | 55 s 24          |
| 2003 | Championnats du monde                            | Saint-Denis    | 6e          | 400 m haies | 54 s 79          |
| 2004 | Jeux olympiques                                  | Athènes        | série       | 400 m haies | 56 s 49          |
| 2005 | Championnats d'Amérique centrale et des Caraïbes | Nassau         | 2e          | 400 m haies | 56 s 47          |
| 2005 | Championnats du monde                            | Helsinki       | 6e          | 400 m haies | 55 s 06          |
| 2007 | Jeux panaméricains                               | Rio de Janeiro | 5e          | 400 m haies | 56 s 02          |
| 2007 | Championnats du monde                            | Osaka          | série       | 400 m haies | 57 s 70          |

### Records
| Épreuve          | Performance | Lieu    | Date             |
| ---------------- | ----------- | ------- | ---------------- |
| 100 mètres haies | 13 s 39     | Liège   | 2 septembre 2003 |
| 400 mètres haies | 53 s 36     | Séville | 25 août 1999     |